# Marie-Louise de Lamoignon
Marie-Louise-Élisabeth de Lamoignon de Molé de Champlâtreux, kallad Mère Saint-Louis, född 3 oktober 1763 i Paris, död 4 mars 1825 i Vannes, var en fransk romersk-katolsk nunna och grundare av kongregationen Helige Ludvigs barmhärtighetssystrar år 1803. Hon vördas som salig i Romersk-katolska kyrkan, med minnesdag den 4 mars.

### Webbkällor
- Bonato, Mauro. ”Beata Maria Luisa (Elisabeth de Lamoignon), fondatrice” (på italienska). Santi e Beati. Arkiverad från originalet den 4 januari 2021. https://archive.md/mTXCt. Läst 4 januari 2021.
- ”Blessed Marie-Louise-Élisabeth de Lamoignon de Dolé de Champlâtreux” (på engelska). CatholicSaints.Info. Arkiverad från originalet den 4 januari 2021. https://archive.md/BvdMb. Läst 4 januari 2021.